# Király Júlia
Király Júlia (Budapest, 1957. június 15. –) magyar közgazdász, a közgazdaság-tudományok kandidátusa, habilitált egyetemi tanár, 2007–2013 között a Magyar Nemzeti Bank (MNB) alelnöke. Sokáig a Nemzetközi Bankárképző Központ vezérigazgatójaként volt ismert.
Bölcsész végzettségű családból származik. Édesapja Király István irodalomtörténész, Ady-kutató, az ELTE tanszékvezetője. Édesanyja Landler Mária. Nővére Király Katalin a Tanárképző Főiskola oktatója volt. Nagyapja Landler Ernő, nagyapjának testvére Landler Jenő kommunista politikus.

## Pályája
A Fazekas Mihály Fővárosi Gyakorló Gimnáziumban érettségizett.
1980-ban végzett a Marx Károly Közgazdaságtudományi Egyetemen (ma Budapesti Corvinus Egyetem), négy évvel később ugyanitt doktorált. 1989-ben a Magyar Tudományos Akadémián (MTA) kandidátusi fokozatot szerzett.
1980 és 1982 között a Központi Statisztikai Hivatalnál táblázatkészítéssel és modellezéssel foglalkozott. Ezután hét évre az Országos Tervhivatalhoz került, ahol makromodellezés, gazdasági előrejelzési és háztartási modellek készítése volt a feladata.
1989-ben került a Nemzetközi Bankárképző Központba, ahol előbb témavezető, később oktatási igazgató, vezérigazgató-helyettes, majd vezérigazgató lett. Az itt töltött évek alatt változatos területeken oktatott, kutatott, írt: monetáris politika, banki likviditáskezelés, pénzügyi kockázatmérés és -kezelés, banküzemtan.
1994 és 2007 között félállásban a Budapesti Közgazdaságtudományi Egyetem (Corvinus) pénzügyi intézetében tanított docensként, majd címzetes egyetemi tanárként, elsősorban pénzügyi kockázatmérést és kockázatkezelést.
2013-tól az IBS Nemzetközi Üzleti Főiskola oktatója.
1993 és 1998 között a Láthatatlan Kollégium tanári karának tagja volt, abban az időszakban, amikor az Hannah Arendt díjat nyert.
Rendszeresen tanít egyetemi szakkollégiumokban: a Rajk, SZISZ, Heller, EVK, FAKT diákjainak tart kurzusokat.

### A pénzügyi szektorban
1990 és 1991 között Surányi György, a MNB akkori elnökének tanácsadója volt. Ugyanezekben az években (1990–1992) a Fidesz gazdaságpolitikai szakértője volt, főleg nyugdíj-politikai kérdésekben.
Jelentős tapasztalattal rendelkezik a kereskedelmi banki területen: 1995 és 1996 között a Magyar Hitel Bank igazgatósági tagja, 1997 és 1999 között az Eximbank, 1999 és 2000 között a K&H igazgatóságának tagja, 2002 és 2003 között pedig a Postabank és Takarékpénztár elnöke volt. Ő vezényelte le a Postabank privatizációját. „A szakma és a közvélemény szerint is hihetetlenül jó üzletet hoztunk össze a magyar államnak” – nyilatkozta később.
1997 és 2000 között az Állami Pénztárfelügyelet (ÁPTF, majd Pénzügyi Szervezetek Állami Felügyelete, PSZÁF) elnöki tanácsadó testületének tagja volt.
2007 július 3-án nevezték ki az MNB pénzügyi stabilitásért felelős alelnökének, egyben a Monetáris Tanács tagjának. Az MNB-ben töltött hat éve a globális pénzügyi válság magyarországi hatásainak kezelésével telt. Erről A tornádó oldalszele címmel írt könyvet, mely tartalmazza a szerző monetáris politikai és gazdaságpolitikai nézeteit is. Ennek átdolgozott angol kiadása a Springer-Verlagnál jelenik meg 2020-ban.
2013. július 4-én járt volna le mandátuma a jegybankban, ám 2013. április 8-án benyújtotta felmondását a köztársasági elnökhöz, mivel véleménye szerint „a Matolcsy György MNB-elnök által kialakított új irányítási rend veszélyeztetheti az MNB hosszú évek alatt megszerzett hazai és nemzetközi presztízsét”.
2013 novemberétől a K&H belga tulajdonosának, a brüsszeli székhelyű KBC Group igazgatóságának tagja.
2016 és 2020 között az Európai Bizottság megbízásából a Görög Stabilitási Alap (HFSF) Selection Panel tagja.
2021.10.30.-án a Magyar Kormány nyomására, amiért kiállt Márki-Zay Péter mellett, lemondott a KBC Group igazgatósági tagságáról.

### Politikában
A 2022-es parlamenti választások miatt 2021 őszén csatlakozott Márki-Zay Péter választási csapatához. 2022 februárjában Róna Péter köztársasági elnöki jelölése miatt elhagyta az ellenzéki összefogást.

## Szerkesztői munkája
Király Júlia számos szakfolyóirat szerkesztőbizottságának volt tagja: Közgazdasági Szemle (1999-2018), Acta Oeconomica (2000-2010), Hitelintézeti Szemle (2002-2013).

## Tagságai
- MTA Közgazdaságtudományi Bizottság – tag.
- Eötvös Károly Közpolitikai Intézet (EKINT) – felügyelőbizottsági tag.
- Polgár Alapítvány az Esélyért – felügyelőbizottsági tag.
- Transparency International – felügyelőbizottsági tag.

## Nyelvismerete
Angolul, oroszul és franciául beszél.

## Magánélete
Elvált. Fia 1990-ben született.

## Művei
- Banküzemtan bankügyintézőknek. Barangolás Gorongolával; szerk. Király Júlia, Májer Beáta; Nemzetközi Bankárképző Központ, Bp., 1997
- Racionalitás és méltányosság. Tanulmányok Augusztinovics Máriának; szerk. Király Júlia, Simonovits András, Száz János; Közgazdasági Szemle Alapítvány, Bp., 2000
- Egy bank, amely közel állt Önhöz. A Postabank privatizációjának története, 2002–2003; ÁPV Rt., Bp., 2005 (Számadás a talentumról)
- Simonovits 70. Társadalom- és természettudományi írások Arkhimédésztől az időskori jövedelmekig; összeáll. Gál Róbert Iván, Király Júlia; MTA KRTK Közgazdaság-tudományi Intézet, Bp., 2016
- A tornádó oldalszele. Szubjektív válságtörténet, 2007–2013; Park, Bp., 2019 ISBN 978-963-355-517-0